# 济州 (金朝)
济州，中国金朝时设置的州。
济州本是辽朝东京道黄龙府。金熙宗天眷三年（1140年）金朝改黄龙府置济州，治黄龙县（今吉林省农安县），属上京路会宁府。因为金太祖来攻城时大军径涉，不假舟楫之祥，于是置利涉军，改黄龙县为利涉县。为上京路所属节度使州，下领利涉县及利涉镇。辖境相当今吉林省长春市及农安县、德惠市、九台区、双阳区一带。金世宗大定二十九年（1189年）因与山东西路济州重名，遂改名隆州。